# Disphragis notabilis
Disphragis notabilis is een vlinder uit de familie van de tandvlinders (Notodontidae). De wetenschappelijke naam van de soort is, als Heterocampa notabilis, voor het eerst geldig gepubliceerd in 1906 door William Schaus.

## Type
- syntypes: "females"
- instituut: USNM Smithsonian Institution, Washington, U.S.A.
- typelocatie: "French Guiana, St. Jean. Maroni River"